# Akadémiai Díj
Az Akadémiai Díj a Magyar Tudományos Akadémia által 1960-ban alapított díj, amelyet az MTA elnöke ad át minden év májusában az MTA éves közgyűlésén. A kitüntetéssel díszoklevél, érem és pénzjutalom jár.

## Odaítélése
Az MTA Elnöksége adományozza évente 10-12 személynek vagy tudományos csoportnak, az utolsó öt évben elért és már értékelhető tudományos visszhangot kiváltó, konkrét egyéni vagy kollektív kutatási eredmény, szakkönyv elismeréseként. A díjazottak személyére a tudományos osztályok tehetnek javaslatot, amit az Elnökség által kiküldött alkalmi bizottsághoz juttatnak el.

## Az érem leírása
- Az érem öntött, anyaga bronz, átmérője 97 mm.
- Előlapján a jobb oldalon gróf Széchenyi Istvánnak, az MTA alapítójának félalakos, balra néző alakja látható. A bal oldalon Széchenyitől származó idézet olvasható, hét sorban: „A TUDO / -MÁNYOS / EMBERFŐ / MENNYISÉGE / A NEMZET / IGAZI / HATALMA”. Ezalatt SZÉCHENYI / ISTVÁN neve olvasható. Legalul az érmet készítő művész, Csikszentmihályi Róbert monogramja (CSR) látható.
- A hátlapon MAGYAR TUDOMÁNYOS AKADÉMIA köriratban a székház főbejárati oldala látható, alatta az MTA alapításának dátuma (1825).

## A díjazottak listái
- Akadémiai díjasok listája (1961–1980)
- Akadémiai díjasok listája (1981–2000)
- Akadémiai díjasok listája (2001–2010)